# Якубович Андрій Федорович
Андрій Федорович Якубович (1776, Полтавська губернія — 1842, село Соснівка, Калузька губернія) — літератор.

## Життєпис
Народився 1776 року в Полтавській губернії. З 1798 р. навчався у Московському університеті; у роки навчання співпрацював з багатьма московськими журналами («Приємне та корисне проведення часу», 1798; «Іппокрена, або Утіхи любослів'я» (1800—1801), писав вірші та оповідання; перекладав оди Горація.
У 1800 році залишив університет, служив у Тамбовському наказі громадського піклування. З 1801 — протоколіст в чині колезького реєстратора (Москва). У 1804 р. — титулярний радник. З 1808 — експедиторський помічник на Московському поштамті, колезький асесор. У 1809—1819 р. — Поштмейстер у Калузькій губернії.
У 1823—1828 pp. — Голова Тульської палати цивільного кримінального суду. Вийшовши у відставку, мешкав у своєму маєтку.
Помер 1842 року в селі Соснівка Калузької губернії.

## Родина
Дружина — Катерина Лук'янівна, уроджена Яковлєва, сестра Цавла та Михайла Яковлєвих, ліцейських друзів Олександра Пушкіна.
Син — Лук'ян, поет.

## Творчість
Йому належить розповідь-бувальщина: «Братодитяча любов» (1798).
У 1804 опублікував за свій рахунок підготовлену ним збірку «Стародавні російські вірші» (первовидання збірки пісень Кірши Данилова).
|  | В результаті його роботи вперше в історії фольклористики з'явилася у друку збірка справжніх записів російських билин та історичних пісень. |

- Приятное и полезное препровождение времени / прил. к газ. «Московские ведомости». — 1798. — Т. 18. — С. 129, 346, 348, 349; Ч. 19. — С. 159, 175, 275, 280; Ч. 20. — С. 229, 301.

## Адреси
- 1809—1820 — поштмейстерський будинок у Поштовому провулку, Калуга (нині — вул. Кропоткіна, 2)[4].